# 斯韋爾什基夫齊
48°52′44″N 25°28′52″E / 48.87889°N 25.48111°E
斯韋爾什基夫齊（烏克蘭語：Свершківці），是烏克蘭的村落，位於該國西部捷爾諾波爾州，由喬爾特基夫區負責管轄，始建於1459年，面積1.27平方公里，2001年人口406，人口密度每平方公里319.7人。